# Марк Юній Пенн (народний трибун)
Марк Юній Пенн (Marcus Iunius Pennus; близько 155 до н. е. — бл. 116 до н. е.) — політичний діяч, красномовець часів Римської республіки.

## Життєпис
Походив з впливового плебейського роду Юніїв Пеннів. Син Марка Юнія Пенна, консула 167 року до н. е. Здобув гарну освіту. Уславився як красномовець, завдяки чому зробив кар'єру. У 126 році до н. е. обіймав посаду народного трибуна. Під час своєї каденції провів закон про виселення негромадян з Риму, якому протидіяв квестор Гай Гракх.
Близько 118–117 років до н. е. був едилом. Незабаром після цього помер, близько 116 року до н. е.